# موزه آلمان

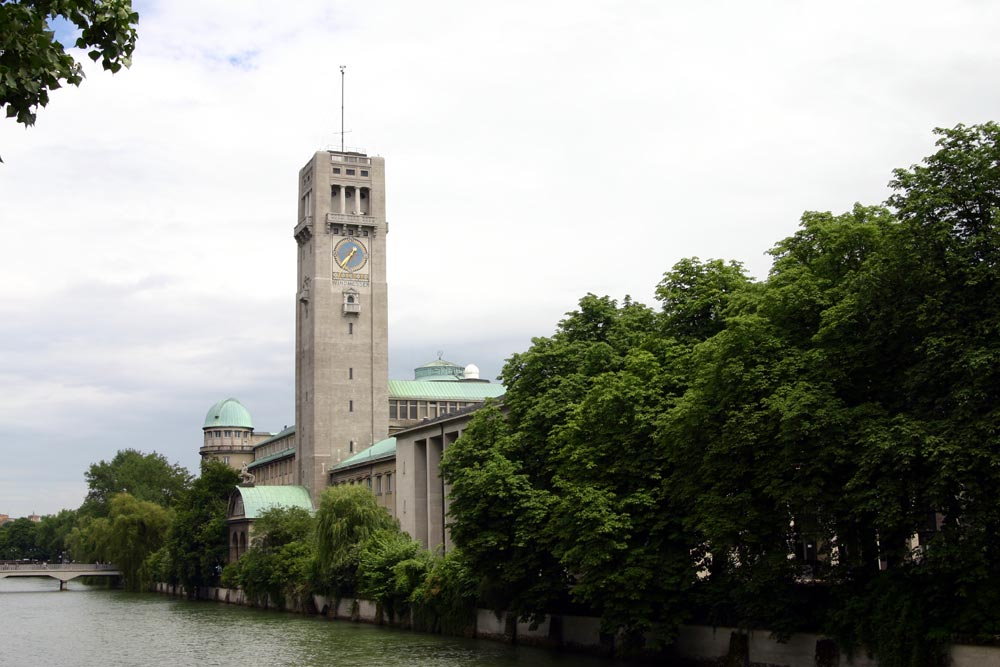
ساختمان موزه در مجاورت رود ایسار

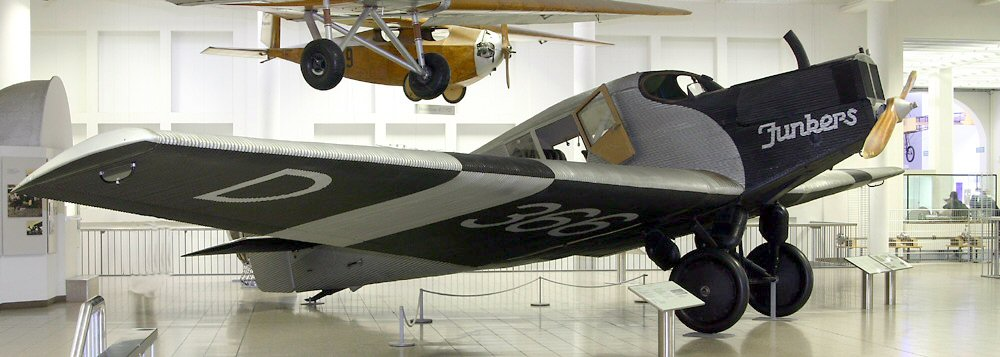
نمونه‌هایی از هواپیماهای یونکرس اف.۱۳ در موزه آلمان

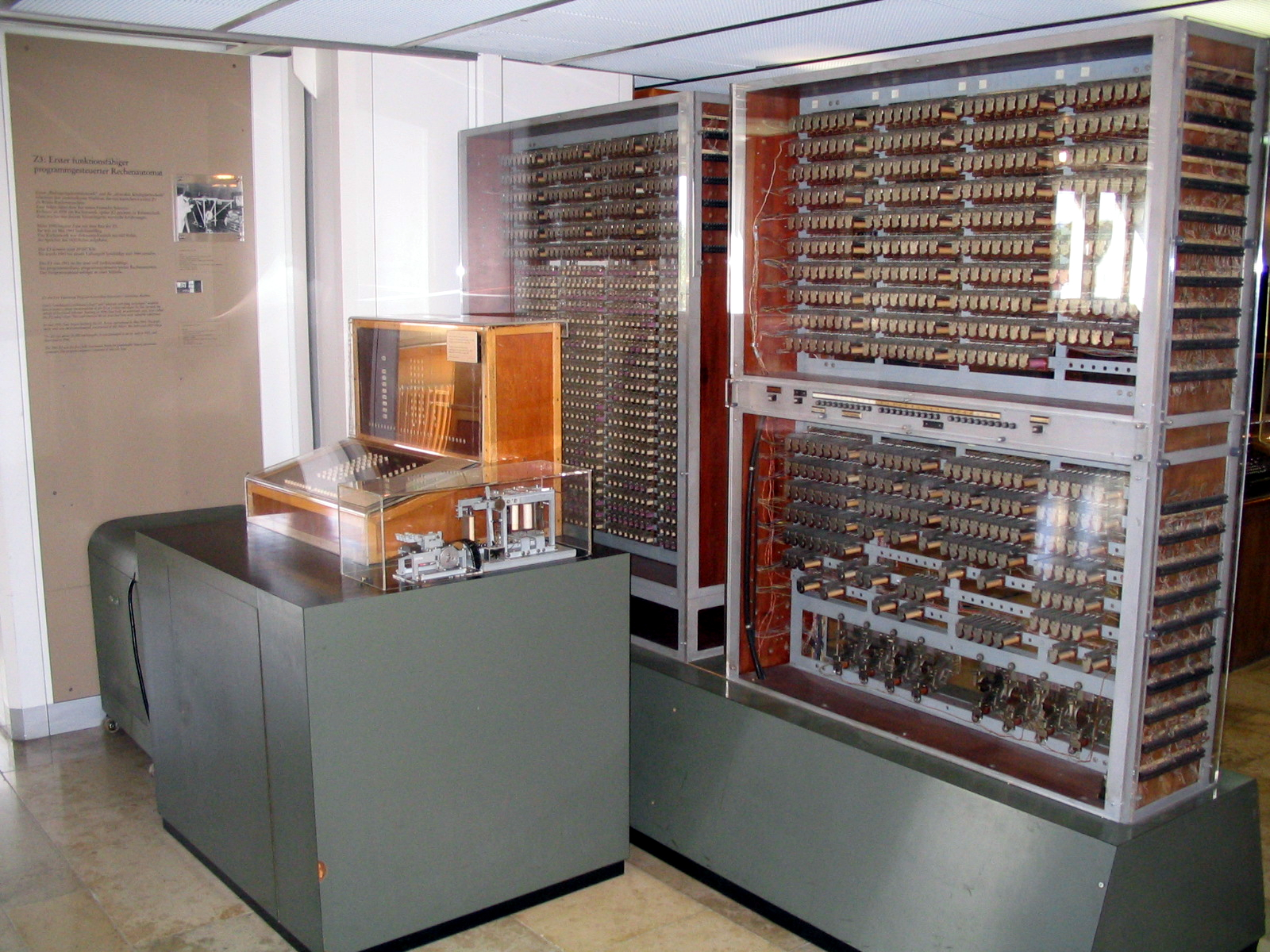
زد۳ در موزه آلمان

موزه آلمان (به آلمانی: Deutsches Museum) بزرگ‌ترین موزه علوم و فناوری جهان است که در شهر مونیخ آلمان واقع شده‌است. این موزه در تاریخ ۲۸ ژوئن ۱۹۰۳ میلادی، تأسیس شد.
در این موزه ۲۸۰۰۰ شیء از ۵۰ حوزه مختلف علوم فنی و طبیعی به نمایش گذاشته شده‌است. گستردگی نمایش ابزارهای علمی و برنامه‌های آموزشی موزه آلمان، سالیانه بیش از یک میلیون و پانصد هزار نفر بازدیدکننده را به سوی خود می‌کشاند.